# The Spirit of Radio: Greatest Hits 1974–1987
The Spirit of Radio: Greatest Hits 1974–1987 es un álbum recopilatorio de la banda canadiense de rock Rush, lanzado en febrero de 2003. El álbum es una colección de algunas de sus canciones populares desde su álbum debut debut album hasta Hold Your Fire. Se lanzó una versión limitada con un DVD que contiene videos de algunas de las canciones del CD, además de "Mystic Rhythms"— omitido del CD por espacio- además de las letras de las dieciséis canciones.

## Lista de canciones
1. "Working Man" – 7:11
2. "Fly by Night" – 3:22
3. "2112 Overture/The Temples of Syrinx" – 6:45
4. "Closer to the Heart" – 2:53
5. "The Trees" – 4:42
6. "The Spirit of Radio" – 4:57
7. "Freewill" – 5:23
8. "Limelight" – 4:20
9. "Tom Sawyer" – 4:33
10. "Red Barchetta" – 6:10
11. "New World Man" – 3:43
12. "Subdivisions" – 5:34
13. "Distant Early Warning" – 4:58
14. "The Big Money" – 5:35
15. "Force Ten" – 4:32
16. "Time Stand Still" – 5:09

## DVD
1. "Closer to the Heart"
2. "Tom Sawyer"
3. "Subdivisions"
4. "The Big Money"
5. "Mystic Rhythms"

## Personal
- Geddy Lee    – bajo, sintetizadores, voz
- Alex Lifeson – guitarra eléctrica, guitarra acústica, sintetizadores
- Neil Peart   – batería, percusión
- John Rutsey  – batería y percusión en "Working Man"
- Aimee Mann   – voz adicional en "Time Stand Still" y "Force Ten"